# 연인들의 이야기
"연인들의 이야기"는 한국에서 제작된 이영 감독의 1983년 영화이다. 송승환 등이 주연으로 출연하였고 박종구 등이 제작에 참여하였다.

## 출연

### 주연
- 송승환
- 최명길
- 김용태
- 유미
- 김국현

## 기타
- 원작자: 박건호
- 조명: 최입춘